# Sheep Island (Écosse)
Pour les articles homonymes, voir Sheep Island.
Sheep Island est une île du Royaume-Uni située en Écosse.
Elle est inhabitée et utilisée pour le pâturage de moutons.